# Тријада
Тријада је кинески појам за криминалну организацију, мафију. Тријада контролише уносне илегалне послове (растурање дроге, прање пара, проституцију, „рекетирање”), али се бави и пиратеријом компјутерског софтвера и филмова, и продајом робе са лажним етикетама.